# Поккельс, Агнес Луиза Вильгельмина
Агнес Луиза Вильгельмина Поккельс (нем. Agnes Luise Wilhelmine Pockels) (14 февраля 1862, Венеция — 21 ноября 1935, Брауншвейг) — немецкая женщина-химик, работавшая в области физико-химии поверхностного натяжения.

## Биография
В 1862 году родилась в Венеции, в Италии. Её отец служил в австрийской армии. Когда он заболел малярией, семья в 1871 году переехала в нижнесаксонский город Брауншвейг. Так как в то время у женщин не было доступа в университеты, Агнес получала научную литературу благодаря своему брату Фридриху Карлу Альвину (Friedrich Carl Alwin Pockels), учившемуся в Университете Гёттингена.
Легенда гласит, что, занимаясь мытьем посуды на собственной кухне, Агнес обнаружила влияние примесей таких как мыло, стеариновая кислота и оливковое масло на поверхностное натяжение жидкостей. Для измерения поверхностного натяжения она разработала «ванну Поккельс», впоследствии усовершенствованную И. Ленгмюром.
В 1891 году с помощью лорда Рэлея она опубликовала свою первую работу «Поверхностное натяжение» англ. Surface Tension в престижном журнале «Nature». В 1931 году она совместно с Анри Дево (Henri Devaux) получила премию Лауры Леонард от Германского коллоидного общества (нем. Kolloid-Gesellschaft e.V.). В 1932 году Брауншвейгский технический университет присвоил ей степень почётного доктора философии. В списке литературы к одной из глав Агнес упоминал Чарльз Тенфорд (Charles Tanford).